# Szaúd-Arábia a 2000. évi nyári olimpiai játékokon
Szaúd-Arábia az ausztráliai Sydneyben megrendezett 2000. évi nyári olimpiai játékok egyik részt vevő nemzete volt. Az országot az olimpián 5 sportágban 14 sportoló képviselte, akik összesen 2 érmet szereztek.

## Érmesek
| Érem  | Versenyző               | Sportág  | Versenyszám       |
| ----- | ----------------------- | -------- | ----------------- |
| Ezüst | Hádi Szúán esz-Szomajli | Atlétika | Férfi 400 m gát   |
| Bronz | Háled el-Íd             | Lovaglás | Egyéni díjugratás |

## Atlétika
Férfi
| Versenyző                                                                        | Versenyszám     | Előfutam | Előfutam | Előfutam | Negyeddöntő | Negyeddöntő | Negyeddöntő | Elődöntő | Elődöntő | Elődöntő | Döntő   | Döntő    |
| Versenyző                                                                        | Versenyszám     | Idő      | Hely.    | Össz.    | Idő         | Hely.       | Össz.       | Idő      | Hely.    | Össz.    | Idő     | Helyezés |
| -------------------------------------------------------------------------------- | --------------- | -------- | -------- | -------- | ----------- | ----------- | ----------- | -------- | -------- | -------- | ------- | -------- |
| Dzsamál Abdalláh esz-Szaffár                                                     | 100 m           | 10,75    | 6.       | 74.*     | kiesett     | kiesett     | kiesett     | kiesett  | kiesett  | kiesett  | kiesett | kiesett  |
| Szálem Mubárak el-Jámi                                                           | 200 m           | 21,18    | 7.       | 47.      | kiesett     | kiesett     | kiesett     | kiesett  | kiesett  | kiesett  | kiesett | kiesett  |
| Hamdán el-Bísi                                                                   | 400 m           | 45,22    | 1.       | 2.*      | 45,35       | 2.          | 7.*         | 45,98    | 8.       | 13.      | kiesett | kiesett  |
| Ata Mubárak                                                                      | 110 m gát       | kizárták | kizárták | kizárták | kiesett     | kiesett     | kiesett     | kiesett  | kiesett  | kiesett  | kiesett | kiesett  |
| Hádi Szúán esz-Szomajli                                                          | 400 m gát       | 49,28    | 1.       | 4.       |             |             |             | 48,14    | 1.       | 1.       | 47,53   |          |
| Mohammed el-Jámi Ata Mubárak Szálem Mubárak el-Jámi Dzsamál Abdallah esz-Szaffár | 4 × 100 m váltó | 39,94    | 7.       | 30.      |             |             |             | kiesett  | kiesett  | kiesett  | kiesett | kiesett  |
| Hámed el-Bísi Hamdán el-Bísi Mohammed Hámed el-Bísi Hádi Szúán esz-Szomajli      | 4 × 400 m váltó | 3:09,57  | 5.       | 27.      |             |             |             | kiesett  | kiesett  | kiesett  | kiesett | kiesett  |

| Versenyző               | Versenyszám   | Selejtező | Selejtező | Döntő    | Döntő    |
| Versenyző               | Versenyszám   | Eredmény  | Helyezés  | Eredmény | Helyezés |
| ----------------------- | ------------- | --------- | --------- | -------- | -------- |
| Huszajn Táher esz-Szabe | Távolugrás    | 7,94 m    | 18.       | kiesett  | kiesett  |
| Szálem Múled el-Ahmadi  | Hármasugrás   | 15,99 m   | 32.       | kiesett  | kiesett  |
| Ali Száleh el-Dzsadáni  | Gerelyhajítás | 68,70 m   | 34.       | kiesett  | kiesett  |

* - egy másik versenyzővel azonos eredményt ért el

## Lovaglás
Díjugratás
| Versenyző         | Ló             | Versenyszám | Selejtező     | Selejtező     | Selejtező | Selejtező | Selejtező | Selejtező | Selejtező | Selejtező | Döntő   | Döntő   | Döntő   | Döntő   | Végeredmény | Végeredmény |
| Versenyző         | Ló             | Versenyszám | 1. kör        | 1. kör        | 2. kör    | 2. kör    | 2. kör    | 3. kör    | 3. kör    | 3. kör    | 1. kör  | 1. kör  | 2. kör  | 2. kör  | Végeredmény | Végeredmény |
| Versenyző         | Ló             | Versenyszám | Bünt.         | Hely.         | Bünt.     | Össz.     | Hely.     | Bünt.     | Össz.     | Hely.     | Bünt.   | Hely.   | Bünt.   | Hely.   | Bünt.       | Helyezés    |
| ----------------- | -------------- | ----------- | ------------- | ------------- | --------- | --------- | --------- | --------- | --------- | --------- | ------- | ------- | ------- | ------- | ----------- | ----------- |
| Háled el-Íd       | Khashm Al-Aan  | Egyéni      | 4,50          | 6.            | 4,00      | 8,50      | 7.        | 0,00      | 8,50      | 3.        | 0,00    | 1.      | 4,00    | 5.      | 4,00        | *           |
| Kamál Báhamdán    | Chanel M2      | Egyéni      | 31,50         | 70.           | 29,25     | 60,75     | 72.       | 17,50     | 78,25     | 65.       | kiesett | kiesett | kiesett | kiesett | kiesett     | kiesett     |
| Fahad el-Dzsajjid | National Guard | Egyéni      | 59,75         | 72.           | kiesett   | kiesett   | kiesett   | kiesett   | kiesett   | kiesett   | kiesett | kiesett | kiesett | kiesett | kiesett     | kiesett     |
| Ramzi ed-Duhámi   | Saif Al-Adel   | Egyéni      | nem ért célba | nem ért célba | kiesett   | kiesett   | kiesett   | kiesett   | kiesett   | kiesett   | kiesett | kiesett | kiesett | kiesett | kiesett     | kiesett     |

* - két másik versenyzővel azonos eredményt ért el, szétugratásban 4,00 hibaponttal, 44,86-es idővel a harmadik helyen végzett

## Sportlövészet
Férfi
| Versenyző          | Versenyszám | Selejtező | Selejtező | Döntő   | Döntő    |
| Versenyző          | Versenyszám | Pont      | Helyezés  | Pont    | Helyezés |
| ------------------ | ----------- | --------- | --------- | ------- | -------- |
| Szajjed el-Mutajri | Skeet       | 119       | 23.*      | kiesett | kiesett  |

* - nyolc másik versenyzővel azonos eredményt ért el

## Taekwondo
Férfi
| Versenyző        | Versenyszám | Selejtező                | Negyeddöntő       | Elődöntő          | Vigaszág negyeddöntő       | Vigaszág elődöntő         | Bronz- mérkőzés           | Döntő             | Helyezés |
| Versenyző        | Versenyszám | Ellenfél Eredmény        | Ellenfél Eredmény | Ellenfél Eredmény | Ellenfél Eredmény          | Ellenfél Eredmény         | Ellenfél Eredmény         | Ellenfél Eredmény | Helyezés |
| ---------------- | ----------- | ------------------------ | ----------------- | ----------------- | -------------------------- | ------------------------- | ------------------------- | ----------------- | -------- |
| Háled ed-Dószari | Nehézsúly   | Kim Gjonghun (KOR) · 0-5 |                   |                   | Carlos Delgado (NCA) · 3-1 | Milton Castro (COL) · 3-2 | Pascal Gentil (FRA) · 0-2 |                   | 4.       |

## Úszás
Férfi
| Versenyző        | Versenyszám | Előfutam | Előfutam | Előfutam | Elődöntő | Elődöntő | Elődöntő | Döntő   | Döntő    |
| Versenyző        | Versenyszám | Idő      | Hely.    | Össz.    | Idő      | Hely.    | Össz.    | Idő     | Helyezés |
| ---------------- | ----------- | -------- | -------- | -------- | -------- | -------- | -------- | ------- | -------- |
| Ahmed el-Kudmáni | 100 m mell  | 1:06,07  | 4.       | 56.      | kiesett  | kiesett  | kiesett  | kiesett | kiesett  |